# Вайс, Вильгельм
Вильгельм Вайс (нем. Wilhelm Weiß; родился 31 марта 1892 года в Штадтштайнах, — ум. 24 февраля 1950 года в Вассербург-ам-Инне) — немецкий публицист и журналист, в эпоху национал-социализма обергруппенфюрер Штурмовых отрядов (СА), стал известен как главный редактор нацистской газеты Völkischer Beobachter. Вайс начал работать журналистом после Первой мировой войны, рано включился в националистическое движение и вскоре стал горячим сторонником идей Адольфа Гитлера. При этом ещё до 1933 года, то есть до прихода Гитлера к власти, был не раз осуждён за политические преступления. С 1933 года стал влиятельным пропагандистом, а в 1938 занял пост главного редактора газеты Völkischer Beobachter, официального печатного органа НСДАП. Был осуждён на Нюрнбергском процессе.

## Биография

### Образование и Первая мировая война
В 1910 году Вильгельм Вайс окончил Максимилиановскую гимназию в Мюнхене. Правда, он посещал её только в течение последнего года перед выпуском. Отцом Вильгельма был налоговый чиновник Баварского королевства Карл Вайс.
Юноша избрал карьеру военного в баварской армии и начал службу фанен-юнкером. В 1913 году он получил звание лейтенанта. После начала Первой мировой войны в действующей армии на Западном фронте. В 1915 году его перевели из артиллерии в авиационный отряд крепости Мец. Во время одного из разведывательных полётов Вайс был серьёзно ранен. В итоге ему ампутировали левую ногу. Тем не менее, в 1917 году ему присвоили звание старшего лейтенанта и оставили на военной службе. Незадолго до окончания войны Вайс был направлен работать в баварское военное министерство. В 1920 году ему присвоили очередное звание — капитан.
Ещё в 1919 году Вайс был членом баварского регионального отделения движения «Гражданская оборона». Благодаря этому он оказался в 1921 году назначен редактором журнала Heimatland. Это периодическое издание уже тогда отличалось симпатиями к идеям национал-социализма.

### Карьера в НСДАП
В 1922 году Вильгельм Вайс одним из первых вступил в ряды НСДАП. Принял активное участие в Пивном путче.
С 1924 по 1926 год Вайс трудился в должности главного редактора газеты Völkischer Kurier. В 1926 году он стал главным редактором еженедельного журнала Arminius. А с января 1927 года стал начальником службы в редакции главного печатного органа НСДАП газеты Völkischer Beobachter (VB).
В 1930 году Вайс продолжил военную карьеру. Только отныне он служил офицером не в Вермахте, а в составе Штурмовых отрядов СА. Его назначили старшим офицером СА в высшем руководстве организации. В то же время Вайс стал главой пресс-службы СА. В дополнение к его работе в Völkischer Beobachter, он также стал с 1931 году главным редактором антисемитского журнала Brennessel. В 1932 году одновременно с этим его назначили главой отдела писем центрального издательства НСДАП.
В 1933 году Вайс стал заместителем главного редактора Völkischer Beobachter. В 1938 году он сменил на посту главного редактора Альфреда Розенберга. Параллельно ещё с 1933 и до окончания войны Вайс руководил Ассоциацией немецкой прессы Рейха и был депутатом рейхстага.
Получив в феврале 1934 года звание группенфюрера СА, Вайс служил в качестве члена Народной судебной палаты, которая рассматривала дела о государственной измене и политических преступлениях. В 1936 году он вошёл в руководящие органы НСДАП. Ещё через год ему присвоили звание обергруппенфюрера СА.

### Приговор Нюрнбергского трибунала
После крушения Третьего рейха Вайс был арестован как человек, виновный в преступлениях нацизма. 15 июля 1949 года в рамках деятельности Нюрнбергского процесса его приговорили к трём годам заключения в трудовом лагере. Кроме того, подлежало конфискации 30 % его собственности и вводился запрет на работу в суде сроком на десять лет.  Всего через 7 месяцев в возрасте 57 лет Вильгельм Вайс умер в заключении.